# Municipio de Fairfield (condado de Lycoming)
El municipio de Fairfield  (en inglés, Fairfield Township) es un municipio del condado de Lycoming, Pensilvania, Estados Unidos. Tiene una población estimada, a mediados de 2022, de 2816 habitantes.

## Geografía
Está ubicado en las coordenadas 41°15′48″N 76°52′23″O / 41.26333, -76.87306 (41.263233, -76.873057).

## Demografía
De acuerdo con la estimación 2017-2021 de la Oficina del Censo, los ingresos medios de los hogares son de $71,250 y los ingresos medios de las familias son de $74,583. Alrededor del 13.7% de la población está por debajo de la línea de pobreza.

## Gobierno
El municipio está gobernado por una junta de tres supervisores, que en noviembre de 2023 son Grant Hetler, Jeremy Harris y Charley Hall. Hay también un secretario/tesorero y un funcionario para la atención de emergencias.